# Polná na Šumavě
Polná na Šumavě (deutsch Stein im Böhmerwald, auch Stein im Böhmerwalde) ist eine Gemeinde in Tschechien. Sie liegt zehn Kilometer nordöstlich von Horní Planá und gehört zum Okres Český Krumlov.

## Geographie

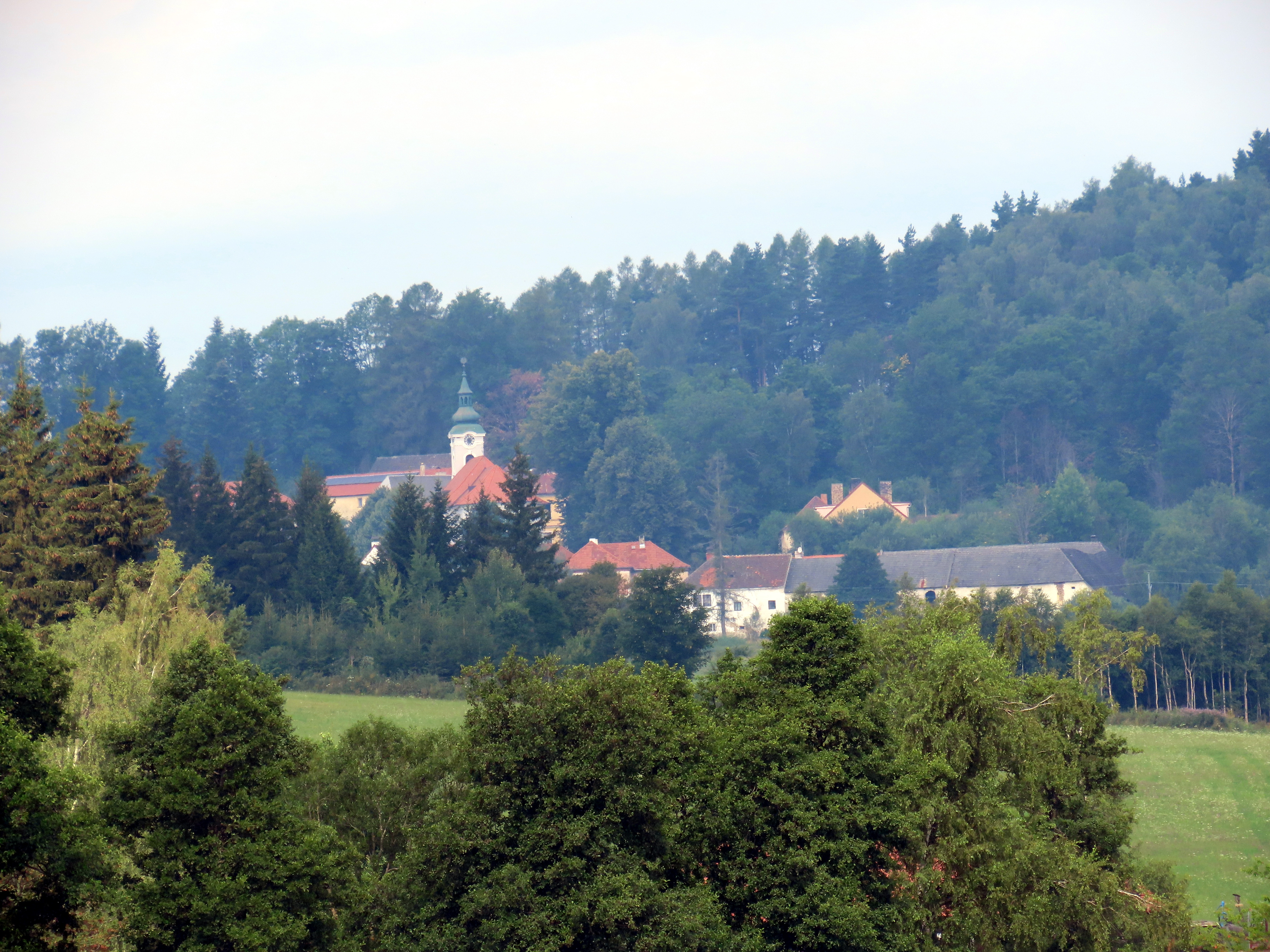
Olsina mit Kirche

Polná na Šumavě befindet sich am Rande des Truppenübungsplatzes Boletice im Tal der Polečnice im Böhmerwaldvorland. Nördlich erhebt sich der Polenský vrch (836 m n.m.), im Südosten der Horní vrch (833 m n.m.), westlich der Lazy (798 m n.m.) und der Červený kopeček (797 m n.m.) sowie im Nordwesten die Závora (865 m n.m.) und die Vysočina (910 m n.m.). Durch den Ort führt die Bahnstrecke České Budějovice–Černý Kříž. Gegen Westen erstreckt sich das Landschaftsschutzgebiet Šumava; drei Kilometer südwestlich liegt der Teich Olšina.
Nachbarorte sind Boletice im Nordosten, Kájov, Přelštice, Novosedly und Kladenské Rovné im Osten, Provodice, Drahoslavice, Skláře und Stěžerov im Südosten, Mýto, Květušín und Dětochov im Süden, U Školy, Baštýřské Chalupy, Olšina und Hodňov im Südwesten, U Čechů, Otice und Polečnice im Westen.
Nordwestlich liegen auf dem Truppenübungsplatz die Wüstungen Bláto (Benetschlag) und Mladoňov (Plattetschlag), nordöstlich die Wüstungen Horní Brzotice (Perschetitz) und Dolní Brzotice (Böhmdorf).

### Gemeindegliederung
Die Gemeinde Polná na Šumavě besteht aus den Ortsteilen Květušín (Quitosching), Olšina (Langenbruck), Otice (Ottetstift) und Polná na Šumavě (Stein im Böhmerwald). Zu Polná na Šumavě gehören außerdem die Ansiedlungen Dětochov (Tichtihöfen), Polečnice (Neustift), U Čechů und U Školy.
Polná na Šumavě bildet einen Katastralbezirk. Auf den Fluren der Gemeinde befinden sich die Wüstungen Hořičky (Hörwitzl), Hostínov (Hossen), Kovářovice (Schmieding), Lštín (Irresdorf), Petrov (Peterbach) und Svíba (Schwiegrub).

### Nachbargemeinden
|                  | Truppenübungsplatz Boletice                 |       |
| Horní Planá      | Kompassrose, die auf Nachbargemeinden zeigt | Kájov |
| Černá v Pošumaví | Hořice na Šumavě                            |       |

## Geschichte
Das Dorf entstand im 13. Jahrhundert. Durch das Kloster Goldenkron wurde die Kirche 1488 zur Filialkirche der Pfarrei Polletitz erhoben. 1585 wurde in Stein eine eigene Pfarrei geschaffen. Stein war Pfarrort für Benetschlag, Böhmdorf, Fischern, Hossen, Hundshaberstift, Irresdorf, Langenbruck, Meisetschlag, Neustift, Ogfolderhaid, Perschetitz, Peterbach, Plattetschlag, Quitosching, Reith, Schneidetschlag, Schwiebgrub, Tichtihof und Tussetschlag. Bis zur Aufhebung des Klosters im Jahre 1785 wurde das Pfarramt von den Goldenkroner Zisterziensern wahrgenommen.
Nach der Aufhebung der Patrimonialherrschaften bildete Stein/Polná ab 1848 einen Ortsteil der Gemeinde Irresdorf/Lštín im Gerichtsbezirk Oberplan. Ab 1868 gehörte das Dorf zum Bezirk Krumau. Im Jahre 1910 lebten in den 22 Häusern des Dorfes 223 Personen. Beim Zensus von 1921 hatte das Dorf 198 Einwohner. Der Ortsname Stein im Böhmerwald/Polná na Šumavě wurde 1924 eingeführt.
Bis nach dem Zweiten Weltkrieg lebten in Stein mehrheitlich deutschböhmische Bewohner. Nach deren Vertreibung 1945/46 war das Dorf kaum mehr bewohnt. Die Gemeinde Lštín wurde aufgelöst und die Gegend nach 1947 vollständig abgesiedelt. Nachdem das Gelände 1949 von der Zivilbevölkerung geräumt war, begann der fast vollständige Abriss der Dörfer. Zwischen 1950 und 2015 lag Polná na Šumavě auf dem Truppenübungsplatz Boletice. Mit Beginn des Jahres 2016 wurde Polná na Šumavě aus dem Militärgebiet ausgegliedert und eine neue Gemeinde gebildet.

## Sehenswürdigkeiten
- Kirche des hl. Martin in Polná na Šumavě, sie entstand zum Ende des 13. Jahrhunderts und wurde 1488 im Stil der Spätgotik umgestaltet. 1653 erfolgte ein Umbau im Renaissancestil. Zwischen 1994 und 2002 wurde die verfallene Kirche generalsaniert.[6]
- Teich Olšina